# Platythyrea bidentata
Platythyrea bidentata är en myrart som beskrevs av Brown 1975. Platythyrea bidentata ingår i släktet Platythyrea och familjen myror. Inga underarter finns listade i Catalogue of Life.